# Latinská rčení, E
V tomto článku jsou uvedena některá známá latinská rčení, začínající písmenem E.
Latina měla na evropskou kulturu hluboký a dlouho trvající vliv. Od římské antiky přes křesťanství a humanismus až do 18. století byla její znalost u vzdělaných lidí samozřejmostí. V některých oborech se s latinskými názvy stále pracuje, užívají se různé obraty a ve starší literatuře se najde množství latinských citátů. Protože latinských obratů, rčení a přísloví je mnoho, je seznam vybraných seřazen podle abecedy a rozdělen podle počátečních písmen do samostatných článků.

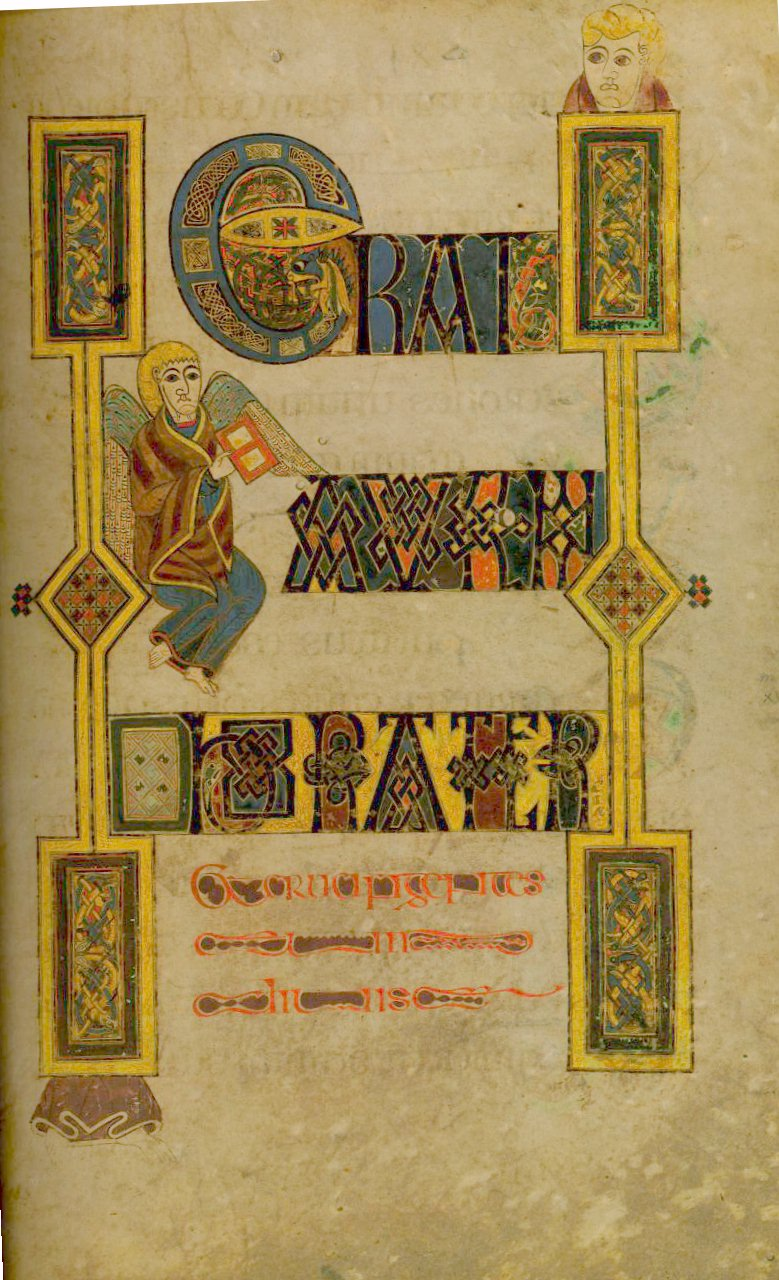
Iniciála E (Book of Kells, 8. stol.)

A
B
C
D
E
F
G
H
I
L
M
N
O
P
Q
R
S
T
U
V

## E
- E contrario – „z opaku“ v právní argumentaci
- E duobus malis minimum eligendum est – "Z dvojího zla vyber nejmenší“
- E Pluribus Unum – „Z mnohého jeden“ tj. stát a národ (heslo USA)
- E verbo – „doslova“
- Eadem mensura metiri – „měřit stejnou mírou, metrem“
- Ecce ego mitto vos sicut oves in medio luporum – „Hle, posílám vás jako ovce mezi vlky“ (rozeslání apoštolů, Mt 10,16)
- Ecce homo – „Hle, (to je) člověk“ (Bible, J 19,5)
- Ecce mater tua – „Hle, tvoje matka“, Ježíš na kříži k apoštolu Janovi (Bible, J 20,17)
- Ecclesia militans – „církev bojující“, na světě
- Ecclesia triumphans – „církev vítězná“, svatí u Boha

## Ed
- Edere oportet, ut vivas, non vivere, ut edas nebo  Edimus, ut vivamus, non vivimus, ut edamus – „Jíme, abychom žili, nežijeme, abychom jedli“
- Editio princeps – první nebo referenční vydání
- Ego sum, qui sum – „Jsem, který jsem“ (Bible, Ex 3,14 podle Vulgaty; těmito slovy zde Bůh definuje sám sebe)
- Ego te absolvo… – „já tě zbavuji“ tvých hříchů, liturgická formule odpuštění

Heslo E pluribus unum (Státní znak USA)

- Emeritus  – „zasloužilý“, např. profesor ve výslužbě

## En
- Ens  – jsoucí, příčestí slovesa „být“ (esse)
- Ens a se  – „jsoucí (samo) od sebe“
- Ens ab alio  – „jsoucí od jiného“, závislé na jiném
- Ens rationis  – rozumové, myšlenkové jsoucno
- Ens reale  – skutečné, věcné jsoucno
- Ens realissimum  – „nejskutečnější jsoucí“ – Bůh
- Ens perfectissimum  – „nejdokonalejší jsoucí“, Bůh (Descartes)
- Ense petit placidam sub libertate quietem  – „Mečem chceme mír ve svobodě“ (heslo státu Massachusetts)
- Eo ipso – „tím samým“, automaticky
- Eodem die (anno) – „téhož dne (roku)“
- Epicuri de grege porcum – „vepř z Epikurova stáda“ (Horatius, Dopisy I.4.16)
- Epistula non erubescit  – „Dopis se nestydí (nečervená)“ (Cicero)
- Equi donati dentes non inspiciuntur  – „Darovanému koni zuby neprohlížej“
- Equum habet Sejanum  – „Má koně Sejusova“, stiženého klatbou

## Er
- Errantis non est voluntas – „Chybující nemá (nevyjadřuje) vůli“, takže smlouva s vážnými chybami je neplatná.
- Errare humanum est, in errore perseverare stultum – „Chybovat je lidské, trvat na omylu hloupé“ (často citovaná věta u Senecy, Cicerona, Jeronýma aj.)
- Errare (Mehercule) malo cum Platone quam cum istis vera sentire – „Raději se mýlit s Platónem než mít s těmito pravdu“ (Cicero proti pythagorejcům)
- Erro, dum vivo  – „Bloudím dokud žiji“
- Error calculi (in calculo)  – „početní chyba“
- Error in persona  – „mýlka v osobě“ u trestného činu, například vraždy
- Error probabilis  – „pochopitelná (lehčí) chyba“
- Ergo vivamus, dum licet esse bene  – „Takže žijme, dokud můžeme dobře“ (Petronius)
- Eripuit cœlo fulmen sceptrumque tyrannis  – „vyrval nebesům blesk a tyranům žezlo“, o Benjaminu Franklinovi

## Es
- Esse est percipi  – „být znamená být vnímán“ (Berkeley)
- Esse quam videri  – „Spíš být než vypadat“ (heslo zednářské lóže Lafayettova na třech rovinách v Olomouci a Severní Karolíny )
- Est actio quasi corporis quaedam eloquentia – „některá výřečnost je činnost těla“, gestikulace
- Est autem ius a iustitia, sicut a matre sua, ergo prius fuit iustitia quam ius. – "Právo totiž pochází od spravedlnosti jako od své matky, takže spravedlnost byla dřív než právo" (Justinián, Digesta 1,1, glosa)
- Est modus in rebus  – „je míra ve věcech“
- Est nobis voluisse satis  – „Stačí nám, že jsme chtěli“
- Est medicina triplex: servare, cavere, curare.  – „je trojí léčba: zachovat, chránit, pečovat“
- Esto perpetua. – „Buď na věky“, původně o Benátkách, heslo státu Idaho
- Esto quod esse videris – „Buď tím, čím se zdáš“*  Et alii (et al.)  – „a další“ (na konci seznamu jmen)
- Et cetera (etc. nebo &c.) – „a tak dále“
- Et in Arcadia ego  – „... a jsem v (blažené) Arkádii“, na venkově (Vergilius)
- Et dimitte nobis debita nostra – „... a odpusť nám naše viny (dluhy)“, verš modlitby Otče náš
- Et passim – „a častěji“, pokud se citované místo v knize opakuje
- Et propter vitam vivendi perdere causas  – „a kvůli životu ztratit důvody žít“ (Juvenalis, Satiry 8.84)
- Et tu, Brute  – „I ty, Brute?“, zvolal podle Shakespeara César, když mezi vrahy zpozoroval přítele Bruta. Podle Suetonia zvolal řecky „I ty, synu?“
- Eucharistia et labor. – „Eucharistie a práce.“ Biskupské heslo Josefa kardinála Berana
- Euntes in mundum universum. – „Jděte do celého světa.“ Biskupské heslo Petra Esterky
- Eventus stultorum magister est  – „Výsledek je učitel hlupáků“ (Livius 22.39)

## Ex
- Ex abundantia enim cordis os loquitur  – „Ústa mluví to, čím přetéká srdce“ (Bible, Mt 12,34)
- Ex animo  – „ze srdce“, upřímně
- Ex ante  – „z před“, z hlediska doby před událostí; opak: ex post
- Ex cathedra  – „ze stolce“ (trůnu Petrova), označuje závazné výroky římského papeže; přeneseně pro autoritativní výroky vůbec
- Ex facto ius oritur  – „právo vzniká z činu“
- Ex flammis orior  – „povstávám z plamenů“, o bájném ptáku Fénixovi
- Ex gratia  – „z laskavosti, milosti“, o jednání, na něž nebyl nárok
- Ex hypothesi  – „podle hypotézy“, za předpokladu
- Ex iniuria ius non oritur  – „z nepráva (ublížení) právo nevzniká“
- Ex lege  – „ze zákona“
- Ex libris  – „Z knih...“, grafická nálepka majitele knihy
- Ex malis eligere minima  – „ze zlých vybírat to nejmenší“
- Ex nihilo nihil fit – „z ničeho nic nevzniká“ (Empedoklés, Melissos)
- Ex nunc  – „od nynějška, od této chvíle“
- Ex officio  – „z úřední moci, pověření“
- Ex oriente lux  – „světlo (přichází) z východu“
- Ex ovo  – „z vejce“, od počátku
- Ex parte  – „z (určité) strany“, z jistého pohledu, hlediska
- Ex post  – „v pohledu nazpět“, dodatečně
- Ex post facto  – z něčeho, co se stalo po činu
- Ex privata industria – „z vlastní píle“ (vůle)
- Ex silentio  – argument z mlčení, např. písemných dokladů
- Ex tempore  – „z tohoto okamžiku“, bezprostředně, improvizace
- Ex tunc  – „od tehdy, z tehdejšího hlediska“
- Ex ungue leonem  – „podle drápů (se pozná) lev“
- Ex unitate vires  – „v jednotě je síla“
- Ex voto  – „podle (na základě) slibu“
- Excelsior  – „vyšší, vznešenější“ (heslo státu New York)

## Exe
- Exegi monumentum ære perennius  – „Postavil jsem (si) pomník trvalejší než kov“ (Horatius, Ódy III.30.1)
- Exempla docent  – „příklady poučují“
- Exempla trahunt  – „příklady táhnou“
- Exempli gratia (e. g.)  – „například, např.“
- Exemplum facere  – „dát příklad“, stát se příkladem
- Exercitatio artem parat  – „Cvičení dává (připravuje) umění“
- Exercitia spiritualia  – „Duchovní cvičení“, exercicie
- Exeunt (omnes). – „Odejdou (všichni).“ Režijní poznámka v divadle
- Exit  – „odchází“, také „východ“ (v divadle)
- Exitus  – v medicíně smrt
- Exitus acta probat  – „Výsledek ověřuje (potvrzuje) činy“
- Expeditio Germanica  – „výprava, tažení do Germánie“
- Experimentum crucis  – „rozhodující experiment“ pro jistou hypotézu
- Experto credite  – „věřte zkušenému“
- Expressis verbis  – „výslovně“
- Extra ecclesiam nulla salus  – „mimo církev není spása“ (Cyprián, Epistola 73,21)
- Extra iocum  – „bez žertu, žerty stranou“
- Extra muros  – „mimo hradby, za hradbami“
- Extrema unctio  – „poslední pomazání“, svátost nemocných
- Extremum semper diem adesse putes  – „Počítej vždycky s tím, že je to poslední den“